# André Eugène Costilhes
André Eugène Costilhes (Cunlhat, 8 aprile 1865 – Jouars-Pontchartrain, 1º settembre 1940) è stato un pittore e decoratore francese.

## Biografia
Eugène Costilhes venne al mondo in una famiglia dell'Alvernia le cui condizioni rasentavano la povertà. Tuttavia sin da bambino si applicò spontaneamente al disegno, mostrando un crescente talento e un interesse costante. Da ragazzo questo suo talento venne a più riprese notato, finché il sindaco del suo paese natale (che in seguito sarebbe divenuto ministro) non decise di aiutarlo finanziariamente e di incoraggiarne l'attività artistica, fino a fargli assegnare una borsa di studio elargita dal Dipartimento non appena il giovane compì i 18 anni. Nel 1883, dunque, Eugène partì per Parigi per seguire dei corsi di disegno e pittura. All'inizio si trattò di corsi per adulti organizzati dalla città di Parigi, integrati da corsi serali presso la Scuola nazionale di Arti decorative. Ma, una volta compiuto il servizio militare volontario a Clermont-Ferrand, Eugène Costilhes tornò nella capitale e fece il concorso per entrare all'École des Beaux-Arts. Risultò primo e fu ammesso alla prestigiosa Scuola, dove ottenne diversi riconoscimenti e numerose medaglie.
Ottenuta in seguito l'abilitazione all'insegnamento del disegno, venne nominato professore a Marsiglia nel 1892. Sposò allora una sua allieva, Jeanne Lafont, che diventerà anch'essa pittrice ed esporrà più volte in diversi "Salon".

Ben presto, però, i tempi furono maturi per lasciare la provincia e tornare a Parigi, dove Costilhes si trasferì definitivamente nel '96. All'inizio si guadagnò da vivere con opere decorative eseguite per edifici pubblici, palazzi privati, negozi, castelli e chiese. Lavorò in collaborazione con Eugène Grasset, suo maestro, alla decorazione di padiglioni per l'Expo del 1900. Al tempo stesso insegnava disegno e dopo qualche anno fu nominato ispettore dell'insegnamento del disegno. Ma qualunque fossero le sue attività professionali del momento, Costilhes non smise mai di disegnare e di dipingere per tutta la vita.
Nel 1913 sua moglie Jeanne morì, e due anni dopo egli si risposò con Anna Fontaine, che gli diede tre figli.

Dal 1920, e soprattutto dopo il suo pensionamento nel 1930, trascorse sempre più le sue giornate in una piccola casa che aveva acquistato a Pontchartrain (Yvelines), E in quella dimora, all'età di 75 anni, lo colse la morte, il 1º settembre del 1940.

## La carriera artistica

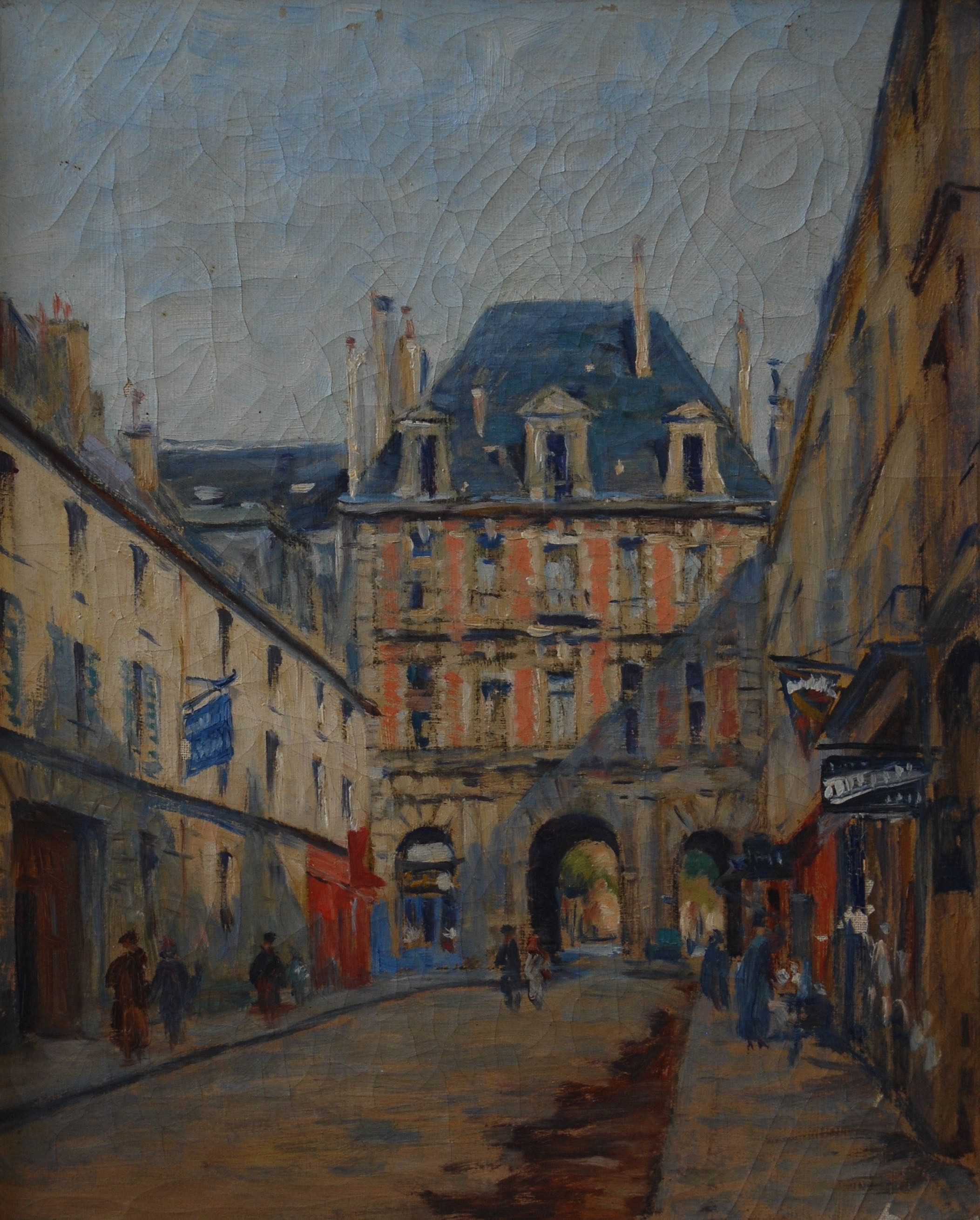
Parigi, rue de Birague

Finché Costilhes visse in un borgo dell'Alvernia la sua esperienza di pittore restò quella di un giovane autodidatta volenteroso, e solo con la sua permanenza a Parigi iniziò per lui una vera formazione professionale. Allievo di Eugène Grasset e di Alphonse Cornet dapprima, e in seguito studente della Scuola di belle arti, egli acquisì i metodi e la sensibilità di un autentico pittore accademico. Ebbe anche per maestri artisti come Léon Bonnat, Luc-Olivier Merson, Pierre-Victor Galland, Gustave Boulanger. Tuttavia si liberò ben presto delle limitazioni costrittive dell'Arte accademica che imponeva regole precise e iniziò a procedere liberamente lungo la via tracciata dagli impressionisti, preferendo il lavoro en plein air.

Questa doppia matrice culturale ed estetica ne fece un artista poliedrico, e lo condusse a ritrarre, sia nel disegno che in pittura, i soggetti più disparati, dai paesaggi alle scene della strada, dai monumenti alle marine, ai ritratti, ai nudi accademici.  Impiegò conseguentemente tecniche differenti e assai lontane fra loro, dominandole tutte con pari maestria: pittura ad olio, acquarello, tempera, pastello, carboncino, sanguigna, colori acrilici, inchiostri.

Fu un ritrattista di notevole spessore, ma anche un eccellente paesaggista, e i suoi disegni alla sanguigna (in particolare i nudi femminili) catturarono parimenti la considerazione dei critici d'arte. Esplorò i quartieri parigini e, al tempo stesso, si recò fuori dell'ambiente urbano, sino a percorrere regioni verdi e naturali. Piantò il suo cavalletto, infatti, in Alvernia, nell'Île-de-France, in Bretagna e in Normandia, là dove una particolare veduta lo ispirava.
Costilhes espose i suoi quadri al Salon des artistes français negli anni: 1891, 1896, 1903, 1905, 1907, 1908, 1910, 1911, 1913, 1921 e 1932; fu presente al "Salon des indépendants" nel 1903, 1907 e 1934; al "Salon d'automne" nel 1903. Espose anche al "Salon des Beaux-Arts" nel 1892, al "Salon de Nantes" nel 1904, 1905, 1906 e 1907; al "Salon du Centre" nel 1905, 1907 e 1934, e in molti altri Salon meno famosi. A fianco di queste partecipazioni ai Salon, Costilhes fu presente anche nelle due celebri gallerie che avevano promosso la pittura impressionista: la galleria Durand-Ruel (nel 1902) e la galleria Georges Petit (nel 1903).
Anni dopo uscì con delle mostre personali nelle gallerie "P. Hénaut" (nel 1930) e "Champs-Elysées" (nel 1937).
Diverse opere di Costilhes furono acquistate dallo Stato: nel 1907, un grande quadro ad olio su tela ("Coin de village aux environs de Clermont-Ferrand"), che oggi si trova al Museo d'arte Roger Quilliot di Clermont-Ferrand; un disegno a inchiostro ("Vue de Beaumont"), attualmente al Louvre; un quadro ad olio ("Paysage"), assegnato al Museo Francisque Mandet di Riom; e "Le pont Marie et Saint-Gervais, la Seine au printemps", che è in deposito presso il Municipio di Ermont dal 1936.

Il Museo di Tananarive, a sua volta, conserva un'altra sua opera: "Labourage". L'agenzia fotografica della "Réunion des musées nationaux" custodisce inoltre due cliché monocromatici realizzati da Antoine Vizzavona per i quadri: la "Pastorale" e "Après le bain", esposti al "Salon des artistes français" rispettivamente nel 1910 e nel 1913.
Costilhes fu anche un appassionato fotografo e realizzò diverse centinaia di immagini su lastre di vetro. Una buona parte di esse è dedicata all'Alvernia ed è conservata nella fototeca degli Archivi Dipartimentali del Puy-de-Dôme, mentre un'altra parte, che riprende Parigi e i suoi dintorni, si trova negli Archivi della capitale.

## Una voce della critica
((firmato: L., in un quotidiano nazionale del 1921).)

## Galleria d'immagini

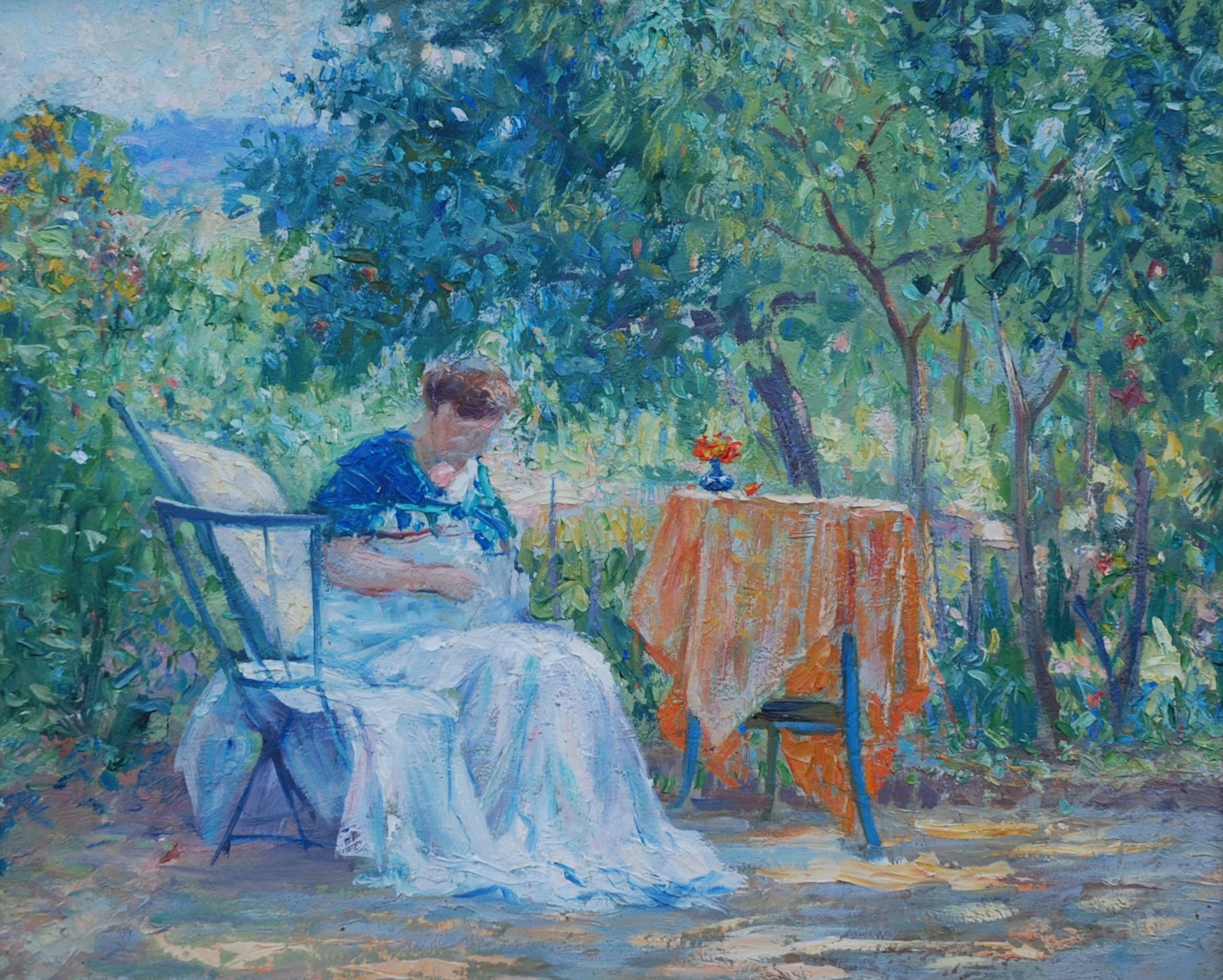
Anna mentre cuce nel giardino di Pontchartrain
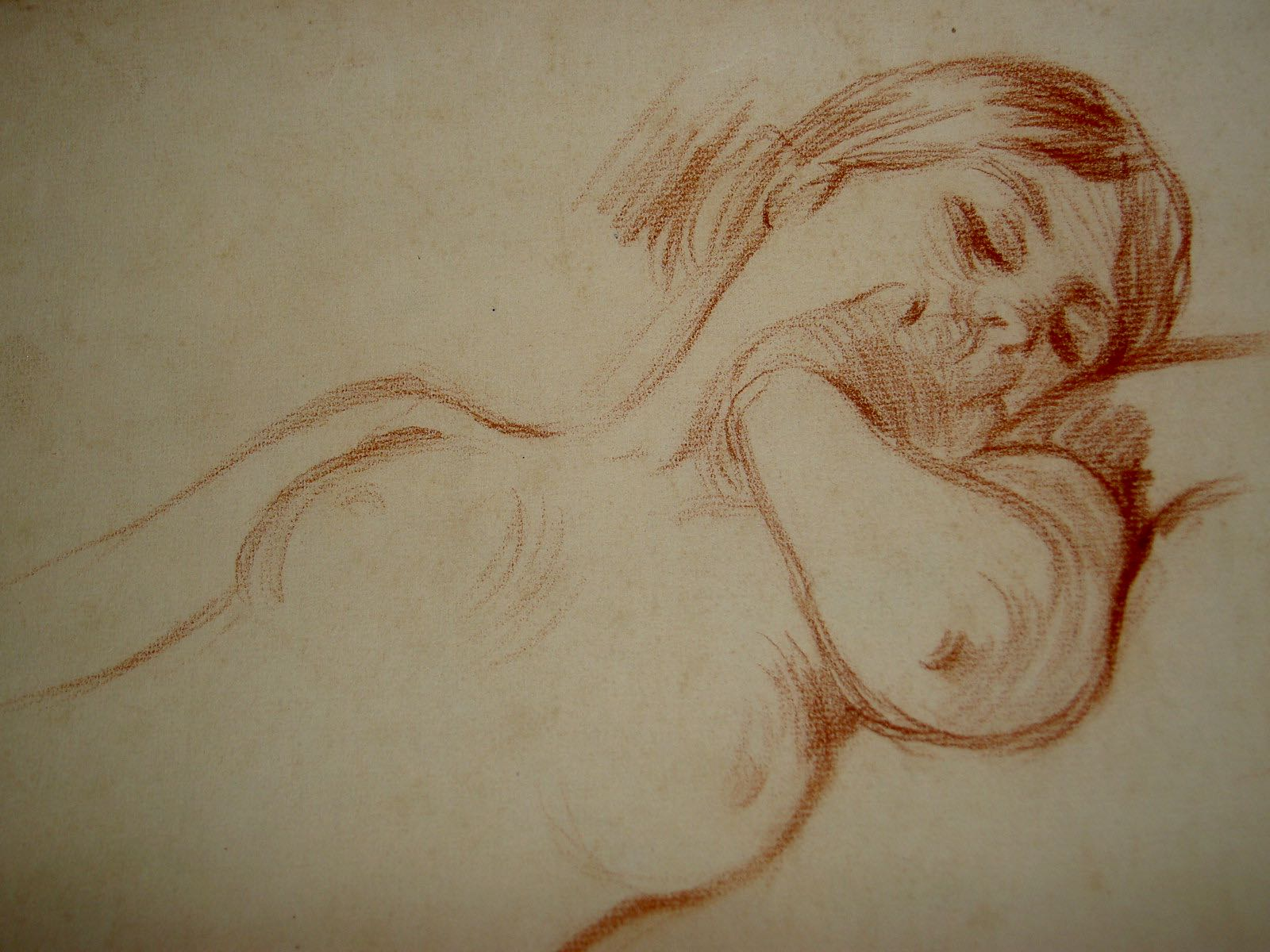
Nudo disteso
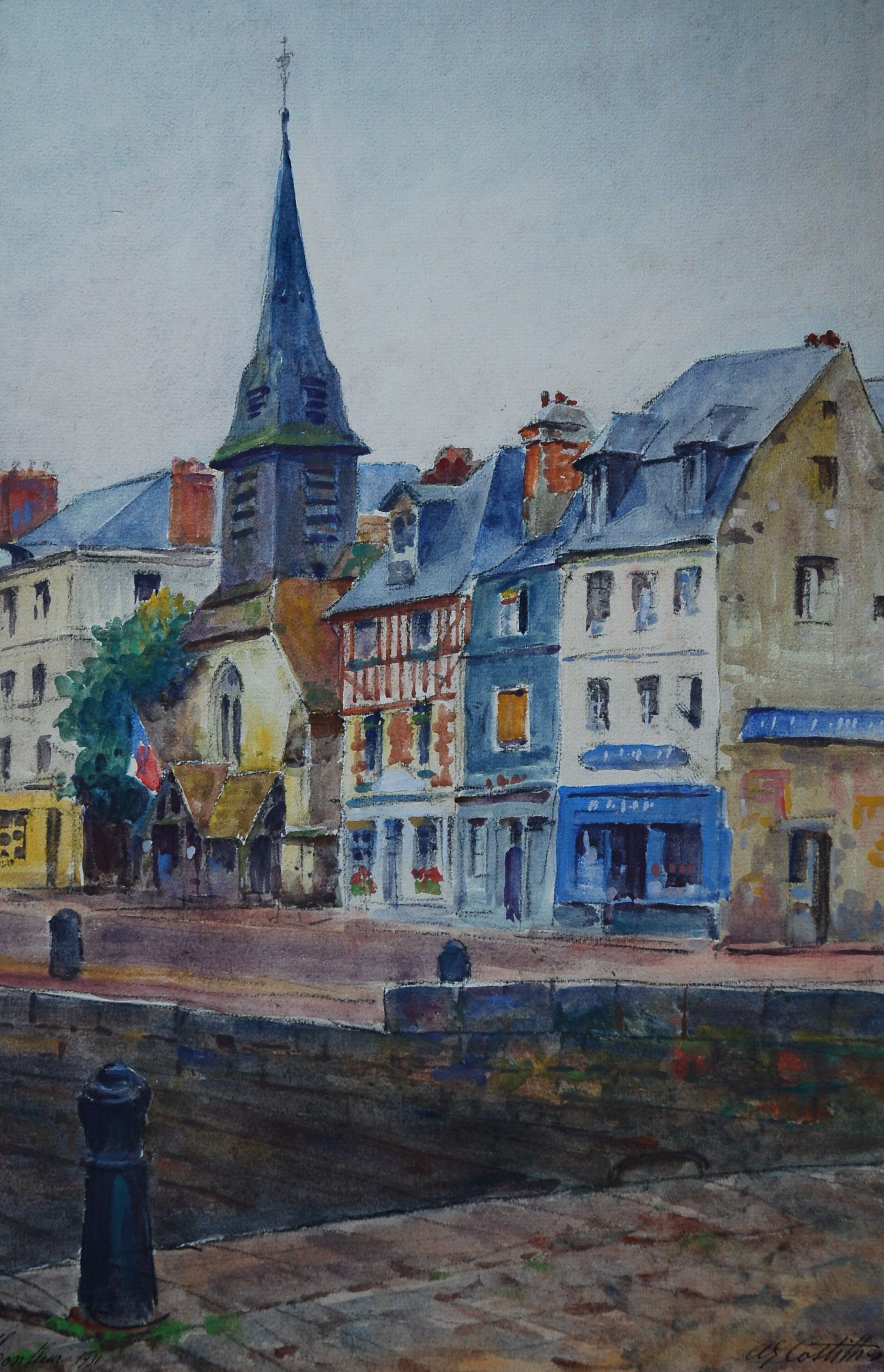
Honfleur
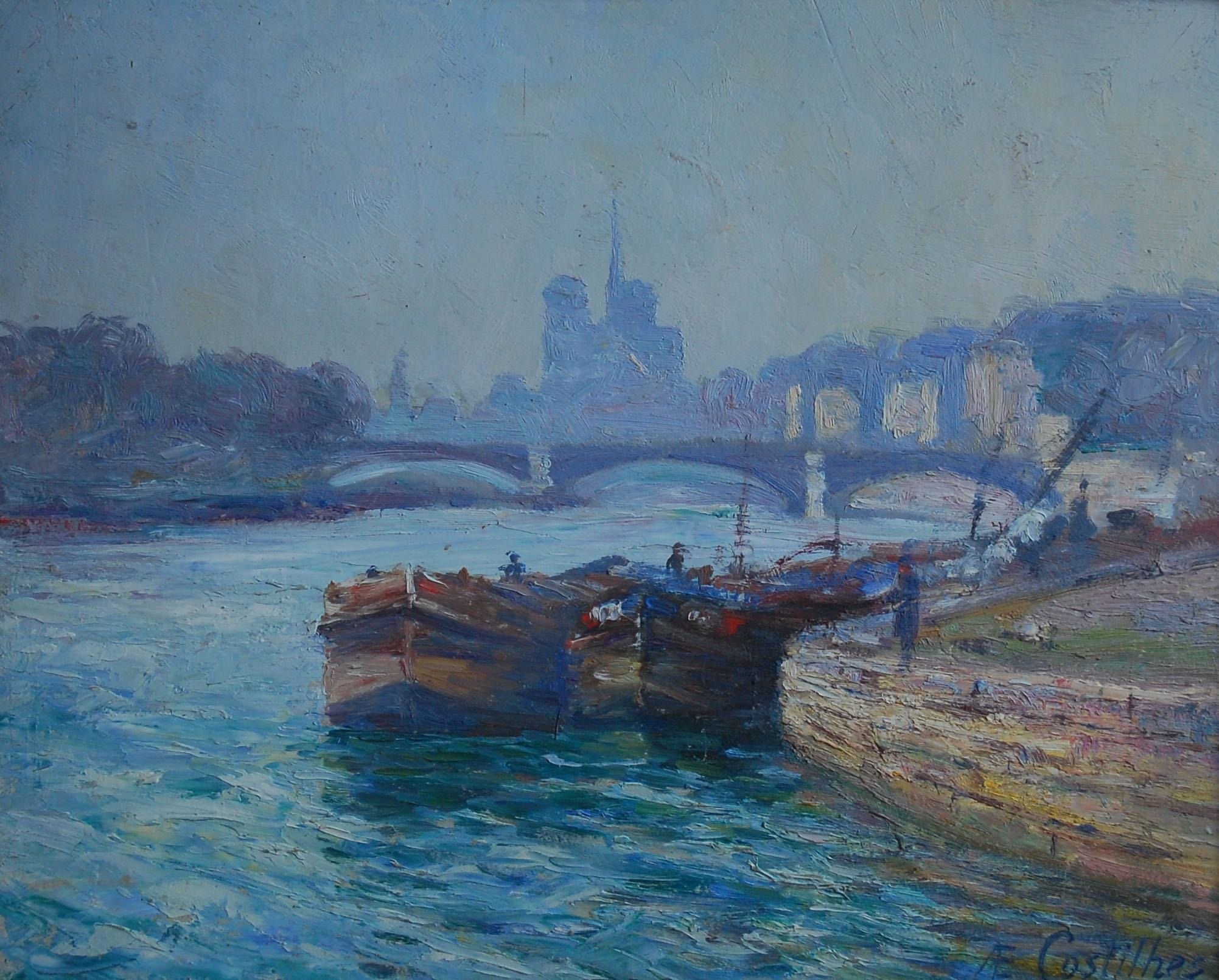
Parigi, la Senna

## Titoli e onorificenze
Eugène Costilhes fu Ufficiale dell'Accademia (1902), Ufficiale dell'Istruzione Pubblica (1907), socio della "Società degli Artisti Francesi" e della "Società degli Artisti indipendenti", membro della "Società degli artisti pittori decoratori" fondata da Eugène Grasset e da Hector Guimard, membro dell'"Unione delle arti decorative", nonché membro dell'"Associazione dei pittori e degli scultori francesi".

## Voci correlate

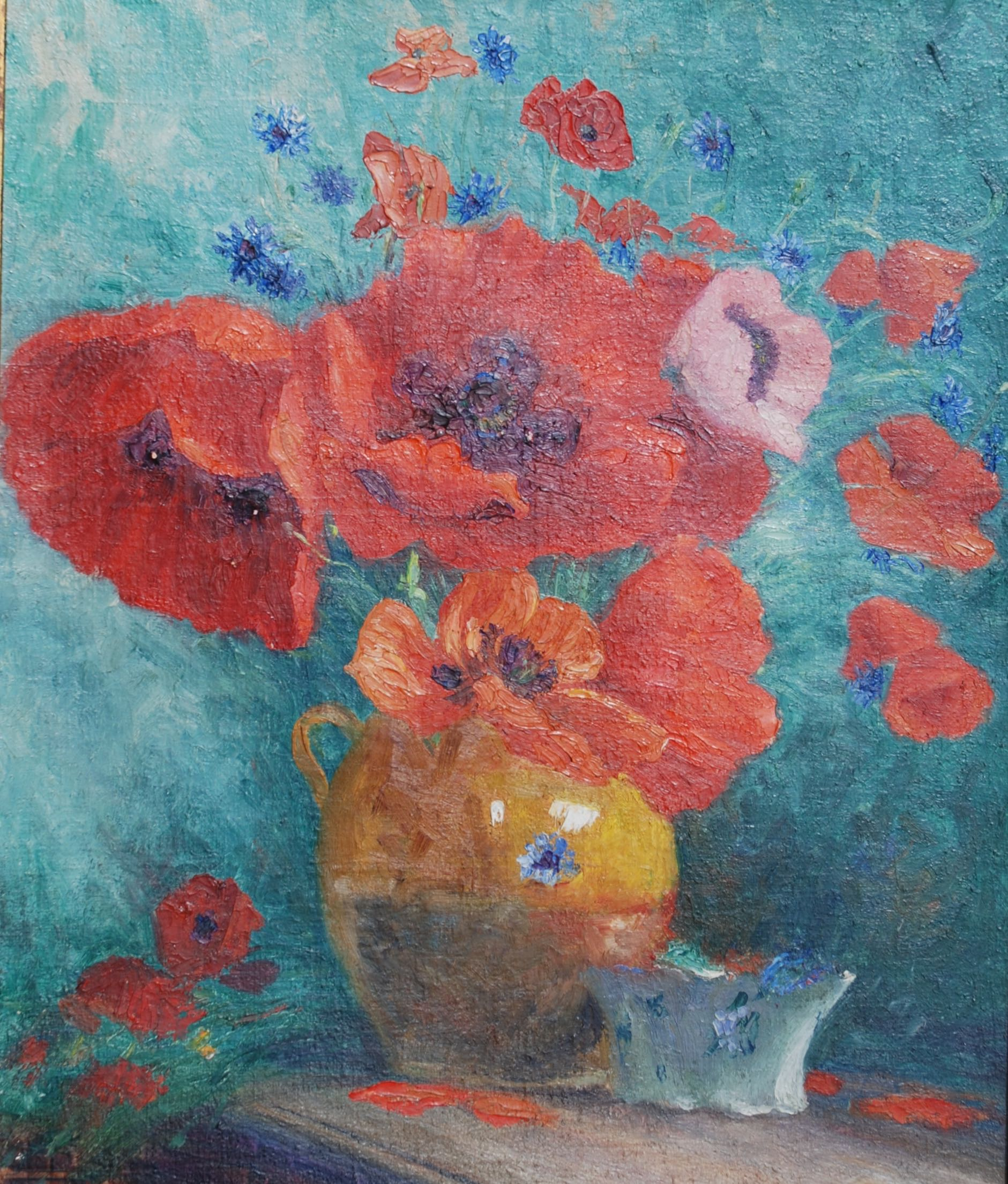
Papaveri